# Оріньяцька культура

Скребок з Aurignac (Франція)

Оріньяцька культура, Оріньяк (фр. Aurignacien, англ. Aurignacian) — археологічна культура раннього етапу пізнього палеоліту. Названа за розкопками в печері Оріньяк (Aurignac) в департаменті Верхня Гаронна (Франція). Вперше виділена на початку XX століття.

## Час
У Франції вона датується радіовуглецевим методом 33 000-19 000 до н. е. У інших місцях — 40 000-21 000 до н. е.
Нові дати оріньяцьких пам'ятників Середземномор'я й Центральної Європи (Straus 1996) групуються близько 40,000-38,000 років до н. е. (дані по стоянках Фуман, Ель Кастільйо, Вілендорф 1/2, Вілендорф 2/ 1-2, Гайсенклостерле: 3, Тру Магрит). Поширення ориньяка в центральній і східній Європі погоджується з вюрмом І-ІІ, тобто з епізодами Хенгело, Штилфрид і Штилфрид В. Східний ареал культури дає в середньому більш молоді дати, ніж центрально-європейський ареал (Синіцин 1997).

## Територія
Оріньяцька культура у вузькому сенсі слова поширена у Франції. У широкому сенсі слова представлена у ряді країн Західної і Центральної Європи. Але культури зі схожими рисами були присутні в усій Європі і південно-східній Азії.

## Природні умови
Льодовик в північній частині Європи, тундра в центральному пасі, — обмежувала територію розселення людей і вимагала набуття передових вмінь для забезпечення виживання родів.

## Пам'ятки
Названа за розкопками в печері Оріньяк у Південно-західній Франції (департамент Верхня Гаронна) за 68 км на південний захід від м. Тулуза в передгір'ях Піренеїв.

## Вироби культури
Для оріньяцької культури характерні крем'яні пластини з ретушшю і виїмками по краях, шкрябання, нуклевидні знаряддя (Нуклеус), досить розвинена обробка кістки (зокрема, кістяні наконечники списів з розітнутою підставою), залишки довготривалих жител і відносно розвинене образотворче мистецтво (наприклад жіночі статуетки з каменя і кістки).

## Господарство культури
Культура мисливців.

## Етнічна і расова належність
Народ культури вперше антропологічно належав сучасному білому населенню Західної Європи. Антропологічно визнані як кроманьйонці, або homo sapiens. Співіснування оріньякців з перигорцями свідчить про можливість співіснування двох різних народів (культур). Вчені отожнюють грубішу культуру перигорців з залишками неандертальців (Мустьєрська культура), що встигли змішатися з кроманьйонцями. Антропологічно носії оріньякскої культури подібні до сучасного білого населення Західної Європи. Хоча в той же час знайдені в Гримальді біля Ментони в Італії залишки двох негроїдних людей (Гримальдійська культура). Вони не були схожі на кроманьйонців, або неандертальців, але можливо були новим варіантом контакту двох типів палеолітичних людей. Знахідки людей негроїдної раси того часу в часи співіснування кроманьйонців і неандертальців виявлені в Португалії і на Дону. Останні поверхневі дослідження ДНК неандертальців і сучасних людей вказують на суттєву різницю, але потрібні глибші дослідження. Неандертальці попередньої мустьєрської культури зникли, можливо від високої дитячої смертності (велика кількість дитячих кісток) і часткового змішування з кроманьйонцями (асиміляція) і утворенням паралельної перигорської культури.

## Зв'язок з іншими культурами
Оріньяцька культура змінює мустьєрську культуру, з якою не виявляє генетичних зв'язків (ймовірно, Оріньяцька культура не виникла в Західній Європі, а була принесена сюди ззовні), співіснує з перигорською і наслідувана солютрейською культурою.
Оріньяцькая культура була поділена Брейлем на три стадії: ранній оріньяк (шательперрон), середній оріньяк і пізній оріньяк (ла-граветт). У 1933 р. Д. Пейроні запропонував нове найменування. Він об'єднав шательперрон і ла-граветт в одну культуру, яку назвав перигорською за знахідками в горах на плато Перигор (департамент Дордонь), і прагнув довести, що вона розвивалася одночасно і паралельно з оріньякською. При цьому Пейроні вважав перигорськую культуру місцевою, а оріньякськую — принесеною прийшлим населенням. Паралельний розвиток оріньякської і перигорської культур не доведений. У багатьох печерах Франції оріньякські шари розташовані між шарами шательперрона і ла-граветта. Не доведено і безперервний розвиток перигорської культури з причини плутанини в визначенні належності археологічних шарів.
Є вказівки на співіснування в Центральній Європі богунісьєна, селета й оріньяка.

## Оріньяцька культура в Україні
Оріньяцька культура мисливців потрапила в Україну з Балкан спочатку у Надчорномор'я та Крим (печерна стоянка Буран-Кая та інші). Культура мандрує на північ й сягає Посулля (Журавська стоянка).